# Haris Handžić
Haris Handžić, né le 20 juin 1990 à Sarajevo, est un footballeur bosnien. Il occupe le poste d'attaquant.

## Biographie
Arrivé en 2006 au FK Sarajevo, Haris Handžić inscrit son premier but avec Sarajevo contre le NK Čelik Zenica, lors de la saison 2007-2008. Le 4 octobre 2007, il dispute son premier match européen, face au FC Bâle. Au Parc Saint-Jacques, le joueur entre en jeu à la quatre-vingtième minute, remplaçant Mirza Mesić, et alors que son équipe est déjà menée sur le score de cinq à zéro. Handžić est le seul joueur bosnien à avoir joué avec trois catégories de sélections différentes lors de la même année. En effet, il côtoie les moins de dix-neuf ans en 2007, puis les moins de vingt-et-un et enfin l'équipe A le 15 décembre 2007 contre la Pologne en match amical, et où il remplace Said Husejinović à la soixante-quatrième minute de jeu.
Au mercato d'hiver 2008, il s'engage avec le Lech Poznań, leader du championnat polonais, attiré par la qualification du club en seizièmes de finale de la Coupe UEFA et par la présence de Semir Štilić, autre jeune joueur bosnien. Le montant de la transaction est de 172 000 euros, et Handžić est lié au Lech jusqu'au 30 juin 2013. Le 30 avril 2009, il dispute son premier match officiel avec le Lech, contre le Polonia Varsovie en Coupe de Pologne. Remplaçant Sławomir Peszko à la quatre-vingt-deuxième minute de jeu, il participe au match nul de son équipe un but partout. Auparavant, il avait pris part à quelques rencontres de Młoda Ekstraklasa avec l'équipe réserve. La saison suivante, il n'est pas plus utilisé, et ne joue en championnat que trois minutes lors de la première journée, contre le Piast Gliwice. Relégué une nouvelle fois en équipe réserve, il voit en janvier 2010 l'arrivée de Sergueï Krivets lui barrer la route de l'équipe première. Le 15 janvier, il retourne dans son ancien club sous la forme d'un prêt de six mois. Après avoir disputé une dizaine de matches, il revient en Pologne, puis résilie son contrat.

## Palmarès
- Champion de Bosnie-Herzégovine : 2007 et 2018
- Vainqueur de la Coupe de Pologne : 2009
- Championnat de Croatie : 2017